# Noworossijskoje morskoje parochodstwo
Die Noworossijskoje morskoje parochodstwo, kurz Nowoschip (russisch Новороссийское морское пароходство, englisch Novoship) ist eine russische Reederei mit Sitz in Noworossijsk. Seit 2007 gehört sie mehrheitlich Sowkomflot (SCF).
Nach der Privatisierung 1992 musste der Flottenbestand zu großen Teilen erneuert werden. Das Unternehmen betreibt heute 51 Schiffe (Aframax-Tanker, Produktentanker und drei Bulker) mit insgesamt 4,5 Millionen dwt Verdrängung, die unter den Flaggen von Malta und Liberia fahren.

## Schiffe
| Klasse | DWT     | Baujahr   | Anzahl |
| ------ | ------- | --------- | ------ |
| K      | 115.000 | 2003      |        |
| Moskau | 106.500 | 1998–2000 |        |
| C      | 105.000 | 2005–2007 |        |
| L      | 115.000 | 2007–2008 |        |
| Pobeda | 68.000  | 1987      |        |
| S      | 47.000  | 2005–2006 |        |
| Berge  | 46.000  | 2004      |        |
| T      | 40.700  | 1995–1997 |        |
| P      | 40.000  | 2006      |        |